# Natsuko Imamura
Natsuko Imamura (今村 夏子, Imamura Natsuko, Hiroshima, 20 de fevereiro de 1980) é uma escritora japonesa. Ela foi indicada três vezes para o Prêmio Akutagawa, e ganhou em 2019. Ela também ganhou o Prêmio Dazai Osamu, o Prêmio Mishima Yukio, o Prêmio Kawai Hayao, na categoria Histórias e o Prêmio Literário Noma, na categoria Novos Artistas.

## Biografia
Natsuko Imamura nasceu em Hiroshima, Japão, em 1980, e depois se mudou para Osaka a fim de cursar a universidade. Depois da graduação, Imamura começou a escrever sua primeira história, originalmente intitulada Atarashii musume (あたらしい娘), enquanto estava num trabalho de meio período. Atarashii musume ganhou o 26º Prêmio Dazai Osamu, em 2010. Em 2011, a autora publica o livro Kochira Amiko (こちらあみ子), uma reunião dos contos Atarashii musume (あたらしい娘) e Pikunikku (ピクニック), sendo considerado o seu livro de estreia. Este livro ganhou o 24º Prêmio Mishima Yukio.
Em 2017, Imamura ganhou o 5º Prêmio Kawai Hayao na categoria Histórias com o livro Ahiru (あひる). O romance foi indicado para o 155º Prêmio Akutagawa, mas acabou perdendo para o romance Konbini ningen (コンビニ人間), de Sayaka Murata. Neste mesmo ano, Imamura ganhou o 39º Prêmio Literário Noma na categoria Novos Artistas pelo livro Hoshi no ko (星の子), que conta a história de uma  estudante do ensino médio e sua família que se envolve cada vez mais em um novo movimento religioso. Hoshi no ko também foi indicado para o 157º Prêmio Akutagawa, mas o ganhador do prêmio foi o estreante Shinsuke Numata, com o livro Eiri (影裏)
Em 2019, Imamura recebeu sua terceira indicação e ganhou o 161º Prêmio Akutagawa, por Murasaki no sukaato no onna (むらさきのスカートの女), um romance narrado em primeira pessoa, onde inicialmente não sabemos quase nada sobre a narradora, exceto que ela está perseguindo essa mulher que “todo mundo conhece” como a Dama da saia roxa.

## Prêmios
- 2010 - 26º Prêmio Dazai Osamu - Atarashii musume (あたらしい娘)[2]
- 2011 - 24º Prêmio Mishima Yukio - Kochira Amiko (こちらあみ子)[11]
- 2017 - 5º Prêmio Kawai Hayao: Histórias - Ahiru (あひる)[12]
- 2017 - 39º Prêmio Literário Noma: Novos Artistas - Hoshi no ko (星の子)[13]
- 2019 - 161º Prêmio Akutagawa - Murasaki no sukaato no onna (むらさきのスカートの女)[14]